# Успенское (Карагандинская область)
Успенское (каз. Өспен) — село в Шетском районе Карагандинской области Казахстана. Административный центр Успенского сельского округа. Находится примерно в 70 км к западу от села Аксу-Аюлы, административного центра района, на высоте 642 метров над уровнем моря. Код КАТО — 356477100.

## История
С 1937 по 1966 год имело статус поселка городского типа.

## Население
| 1939 | 1959  | 1999  | 2009  | 2021 |
| ---- | ----- | ----- | ----- | ---- |
| 7357 | ↘3108 | ↘1335 | ↘1016 | ↘786 |

В 1999 году численность населения села составляла 1335 человек (700 мужчин и 635 женщин). По данным переписи 2009 года, в селе проживало 1016 человек (540 мужчин и 476 женщин).

## Уроженцы
- Булекпаев, Ермаганбет Кабдулович